# Jakow Tejtel
Jakow Lwowitsch Tejtel (auch Jacob Teitel, geboren 15. November 1850 in Tschornyj Ostriw, Russisches Kaiserreich; gestorben 1939 in Paris) war ein russischer Jurist, Richter, Wirklicher Staatsrat und Gründer des Verbands russischer Juden in Deutschland.

## Leben
Über Kindheit und Jugend Tejtels ist nicht viel bekannt. 1850 geboren, studierte er Jura in Moskau, wo er 1875 graduierte, und trat 1885 in den Staatsdienst. Tejtel war vor allem im Süden Russlands aktiv, also außerhalb des jüdischen Siedlungsgebiets in Russland. Die längste Zeit als Richter verbrachte Tejtel in Samara, nach 23 Jahren wurde er dann nach Saratov versetzt. Obwohl im Süden Russlands beheimatet, besaß Tejtl großes Ansehen in den wolhynischen Schtetlech, da er einer der höchsten jüdischen Beamten in der russischen Justiz und seinerzeit der einzige jüdische Richter Russlands war.
Ab dem Jahr 1905 wurde Tejtel zunehmend gedrängt, aus dem Staatsdienst auszutreten, da er zu diesem Zeitpunkt einer der wenigen jüdischen Beamten war und nach der Revolution von 1905 der Antisemitismus im russischen Beamtentum zunehmend stärker wurde. Im Jahr 1912 trat er schließlich von seinem Amt zurück und betätigte sich in der internationalen jüdischen Wohlfahrt.
Tejtel versuchte in Kooperation mit der portugiesischen Regierung eine jüdische Kolonie in Angola zu gründen, was jedoch durch den Ersten Weltkrieg verhindert wurde. Nach der Bolschewistischen Revolution wanderte er – wie mit ihm große Teile der russisch-jüdischen Intelligenz – im April 1921 aus und lebte zuerst in Berlin, wo er mit Simon Dubnow das Zentrum der russisch-jüdischen Diaspora bildete. Außerdem gründete Tejtel im Januar 1920 den Verband russischer Juden in Deutschland und dehnte diesen anschließend auf verschiedene deutsche Städte aus, so 1931 mit einer Dependance in München. 1935 wurde der Verband russischer Juden in Deutschland durch die Gestapo verboten.
1925 veröffentlichte er seine Autobiographie Aus meiner Lebensarbeit: Erinnerungen eines jüdischen Richters im alten Russland, die 1929 von Elias Hurwicz aus dem Russischen ins Deutsche übersetzt wurde, Simon Dubnow schrieb dazu ein Vorwort, Maxim Gorki steuerte einen Beitrag bei.
1933 wanderte Tejtel nach Frankreich aus, wo er 1939 starb.

## Andenken
In Berlin-Mitte an der Rosenthaler Straße ist ein kleiner Park mit mehreren Spielplätzen nach Jacob Teitel (in dieser Schreibweise) benannt. Dort wird er auch als Gründer der "Weltvereinigung der Kinder-Freunde" bezeichnet.

## Schriften
- Aus meiner Lebensarbeit: Erinnerungen eines jüdischen Richters im alten Russland. Übersetzung Elias Hurwicz. Berlin, 1929. Neu herausgegeben. Berlin: Hentrich & Hentrich, 1999[6]